# Сураєв Максим Вікторович
Максим Вікторович Сураєв (нар. 24 травня 1972) — льотчик-космонавт Російської Федерації, Герой Російської Федерації (2010). полковник ВПС.

## Біографія
Народився 24 травня 1972 року в Челябінську. Дитинство провів у Шадринську. В 1989 році закінчив середню школу в Ногінську (Московська область) та вступив до Єйського вищого військового авіаційного училища льотчиків ім. В. М. Комарова. 1994 року з відзнакою закінчив Качинське вище військове авіаційне училище льотчиків імені А. Ф. М'ясникова за спеціальністю «командно-тактична винищувальна авіація» та вступив до Військово-повітряної інженерної академії імені М. Є. Жуковського. Академію закінчив з відзнакою 1997 року з дипломом льотчика-інженера-дослідника. У тому ж році закінчив Російську академію державної служби при Президентові Російської Федерації за спеціальністю «юриспруденція».
Освоїв літаки Л-39 та Су-27. Налітав понад 700 годин. Здійснив понад 100 стрибків з парашутом. Має кваліфікації: «Військовий льотчик 3 класу», «Інструктор парашутно-десантної підготовки», «Офіцер-водолаз».
У загоні космонавтів Центру підготовки космонавтів імені Ю. А. Гагаріна — з грудня 1997 року.
Після проходження курсу загальнокосмічної підготовки в листопаді 1999 року йому було присвоєно кваліфікацію космонавта-випробувача. Продовжував підготовку у складі групи космонавтів для польотів на Міжнародну космічну станцію.
Сімейний стан: одружений, двоє дітей.
Захоплення: спорт, читання.

## Політ на МКС

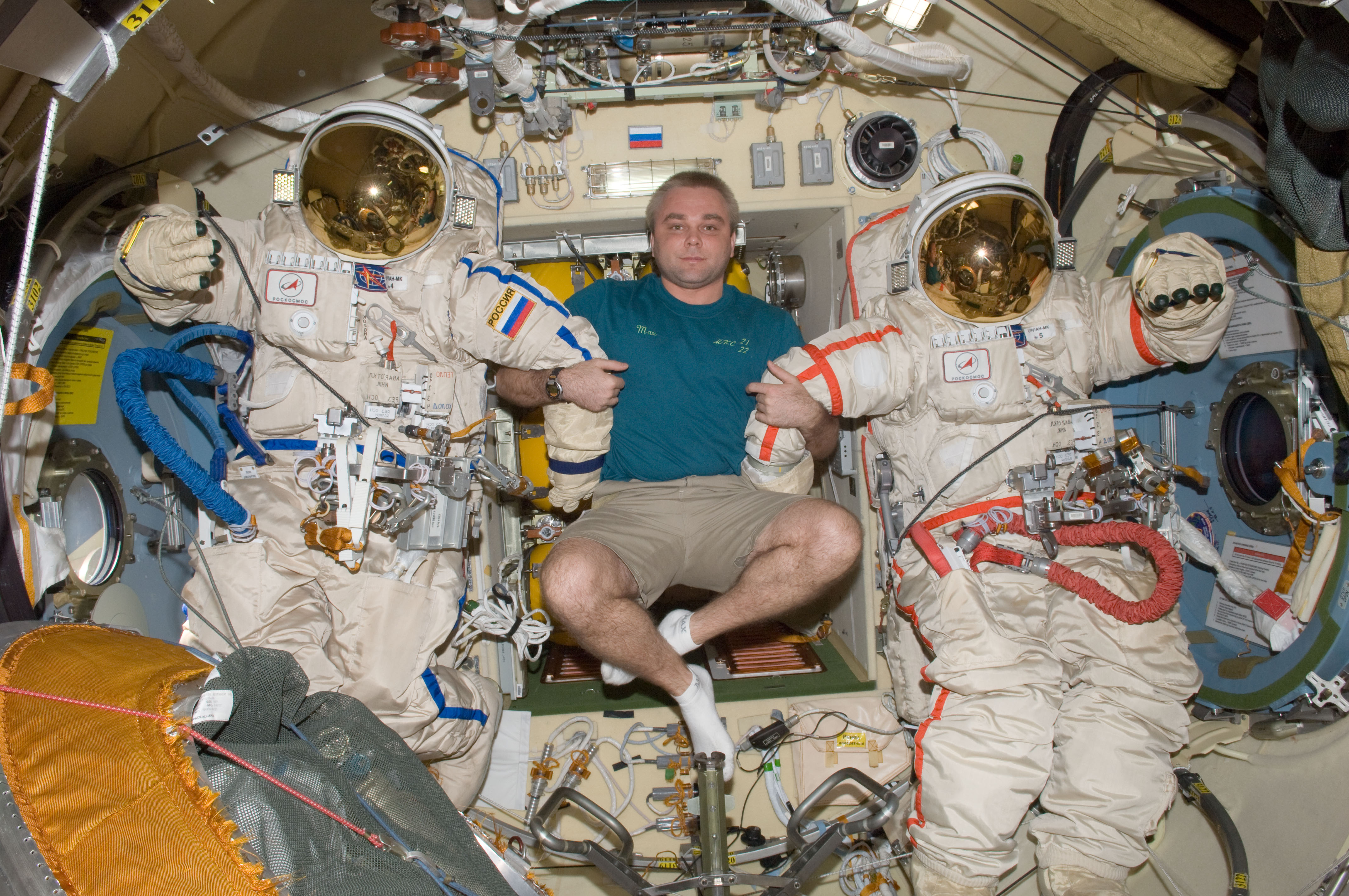
Максим Сураєв демонструє скафандри «Орлан» в рамках підготовки до виходу у відкритий космос, 11 січня 2010 р.

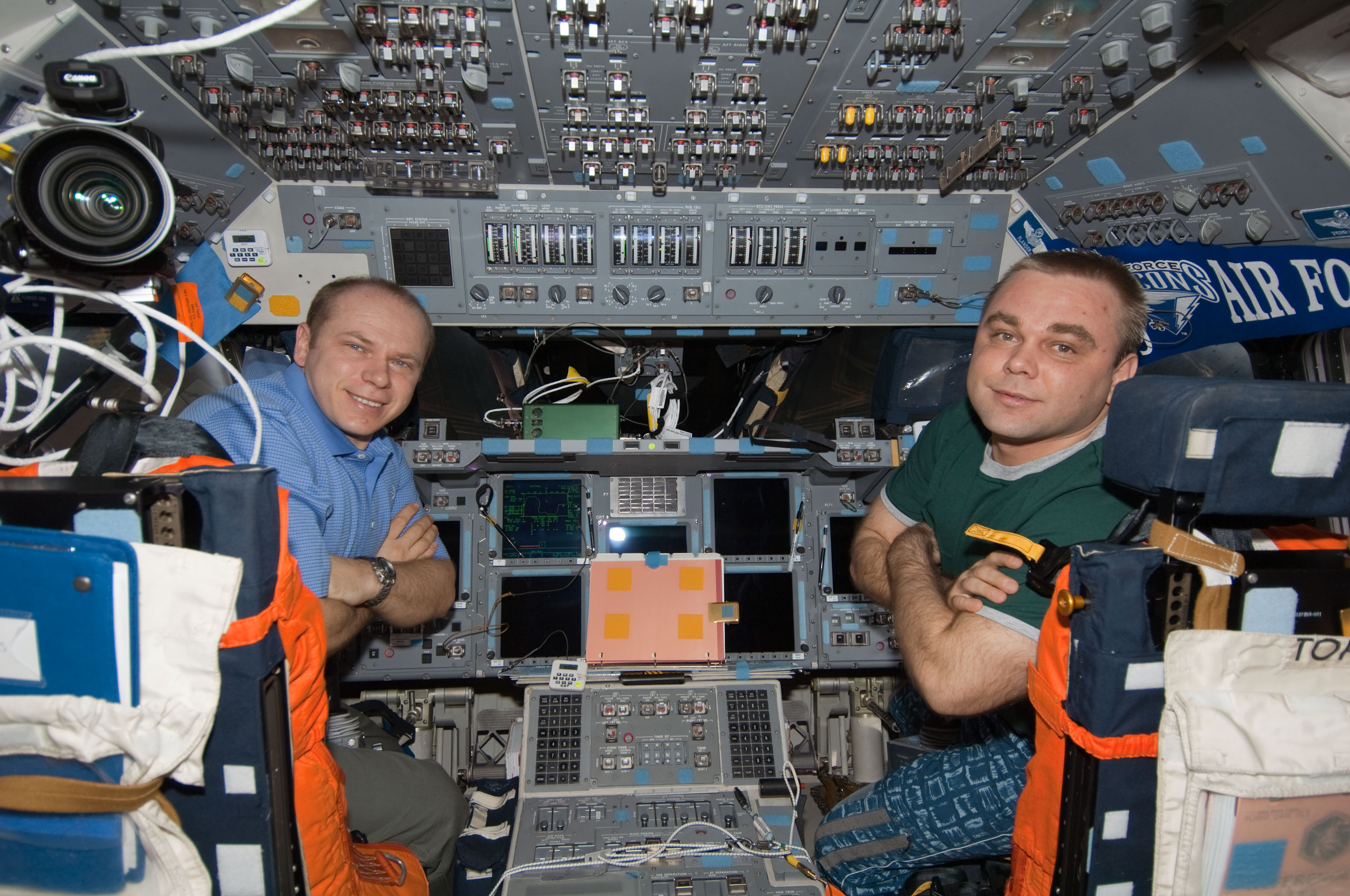
Олег Котов (ліворуч) та Максим Сура позують для фото в кабіні космічного човника «Індевор» (STS-130), 18 лютого 2010 р.

З березня 2006 року по квітень 2008 року пройшов підготовку у складі дублюючого екіпажу МКС-17 як командир корабля «Союз ТМА» і командир станції. З квітня 2008 року по березень 2009 року готувався в складі дублюючого екіпажу МКС-19/20 як командир корабля «Союз ТМА» і бортінженер станції. У квітні 2009 року приступив до підготовки у складі основного екіпажу МКС-21/22.
Стартував 30 вересня 2009 року як командир корабля «Союз ТМА-16» та член 21/22-й основних експедицій МКС разом з американським астронавтом Джеффрі Вільямсом та космічним туристом Гі Лаліберте (Канада). 2 жовтня 2009 ТПК "Союз ТМА-16"успішно пристикувався до Міжнародної космічної станції.
Став першим російським космонавтом, що вів свій блог під час польоту. Журнал Wired визнав блог Сураєва самим цікавим та веселим серед «космічних» блогів. Телеканал Вести також назвав Максима Сураєва найдивовижнішим блогером року.
Корабель з космонавтами Сураєвим та Вілльямс на борту відстикувався від МКЗ 18 березня 2010 в 11:03:03 московського часу (08:03:03 UTC) та зробив посадку в той же день в 14:23:04 московського часу (11:23:04 UTC) в 58 кілометрах на північний схід від міста Аркалик (Казахстан).

### МКС-40
28 травня 2014 року Максим Сураєв, в складі місії МКС-40 (космічний корабель Союз ТМА-13М) стартував із космодрому Байконур. Через 6 годин після старту, КК пристикувався до МКС.

### МКС-41
10 листопада 2014 в 06:58 мск спускний апарат транспортного пілотованого корабля (ТПК) «Союз ТМА-13М» здійснив посадку північніше м. Аркалик (Республіка Казахстан). Посадка пройшла в штатному режимі. На Землю повернулися члени екіпажу тривалої експедиції МКС-40/41 в складі командира ТПК Максима Сураєва, бортінженерів Ріда Вайзмана та Олександра Герста.

## Додаткова інформація
У 2013 — глава передвиборного штабу в.о. губернатора Московської області А. Ю. Воробйова на виборах губернатора області.

## Нагороди
- Герой Російської Федерації та Льотчик-космонавт Російської Федерації (30 жовтня 2010) — за мужність та героїзм, проявлені при здійсненні космічного польоту на Міжнародній космічній станції[9]
- Медаль «За заслуги в освоєнні космосу» (12 квітня 2011) — за великі заслуги в області дослідження, освоєння та використання космічного простору, багаторічну сумлінну працю, активну громадську діяльність[10]
- На підставі постанови голови Ногінського муніципального району від 4 березня 2010 № 454/40, Максиму Сураєвим присвоєно звання «Почесний громадянин Ногінського муніципального району Московської області»[11].
- У червні 2010 року космонавт був нагороджений орденом «Доблесть Кузбасу» (Кемеровська область)[12].
- Орден «За заслуги перед Вітчизною» (8 березня 2016) — "За мужність і високий професіоналізм, виявлені при здійсненні тривалого космічного польоту на Міжнародній космічній станції". [13]

Максим став другим космонавтом (після Бориса Морукова), якому було відмовлено у присвоєнні звання Героя Росії. Міністерство оборони Російської Федерації не підтримало пропозицію Центру підготовки космонавтів присвоїти звання Героя Росії офіцеру-космонавту Максиму Сураєву. Центр підготовки космонавтів двічі направляв в Міноборони подання на присвоєння звання Героя Росії Сураєвим, який провів на МКС майже півроку. Обидва рази приходили відмови. Мотивування: недостатньо підстав.
У підсумку Указом Президента Російської Федерації від 30 жовтня 2010 космонавту Максиму Сураєву було присвоєно звання Героя Російської Федерації.